# Gaëtan Dykmans
Gaëtan Dykmans (16 mei 1995) is een Belgisch hockeyer.

## Levensloop
Dykmans werd op 4 à 5-jarige leeftijd actief in het hockey bij Royal White Star HC. Later maakte hij de overstap naar Royal Daring HC en sinds 2019 komt de aanvaller uit voor Waterloo Ducks HC. In de zaalcompetitie komt Dykmans uit voor zijn Everse jeugdclub. Met White Star werd hij tweemaal landskampioen, met name in 2019 en 2020.
Daarnaast is hij actief bij het Belgisch zaalhockeyteam. Met de Indoor Red Lions won hij zilver op het Europees kampioenschap van 2018 te Antwerpen.
Zijn broer Arnaud is ook actief in het hockey.